# مارمولک
„مارمولک‎“ е ирански филм от 2004 година, комедия на режисьора Камал Табризи по сценарий на Пейман Гасем Хани.
В центъра на сюжета е дребен крадец, който бяга от затвора и в опитите си да напусне страната е принуден да играе ролята на местен духовник в крайгранично градче, променайки отношението на местните жители към религията. Главните роли се изпълняват от Парвиз Парастуи, Рана Азадивар, Бахрам Ибрахими.